# Irena Medvecká
Irena Medvecká roz. Bartošová (* 17. února 1954, Aš) byla československá hráčka basketbalu. Je vysoká 192 cm.

## Sportovní kariéra
V basketbalovém reprezentačním družstvu Československa letech 1977 až 1978 hrála celkem 29 utkání a má podíl na dosažených sportovních výsledcích. Zúčastnila se Mistrovství Evropy 1978, na kterém získala bronzovou medaili. Na Mistrovství Evropy juniorek v roce 1971 (Subotica, Jugoslávie) s družstvem Československa získala za druhé místo titul vicemistra Evropy.
V československé basketbalové lize žen hrála celkem 15 sezón (1972-1987) za družstva Lokomotiva Karlovy Vary (1972/73), Lokomotiva Košice (1973-1980, 1982-1987) - získala jedno druhé místo (1978) a dvě čtvrtá místa, SCP Ružomberok (1980-1982). V sezóně 1977/78 byla vybrána do All-Stars nejlepší pětice hráček československé ligy. Je na 6. místě v dlouhodobé tabulce střelkyň československé ligy žen za období 1963-1993 s počtem 4520 bodů.   

## Sportovní statistiky

### Kluby
- 1972/73 Lokomotiva Karlovy Vary, 1 sezóna, 12. místo (1973)
- 1973-1980 Lokomotiva Košice, 7 sezón: 2. místo (1978), 4. (1977), 6. (1979), 2x 7. (1976, 1980), 2x 8. (1974, 1975)
- 1980-1982 SCP Ružomberok, 2 sezóny: 6. místo (1981), 7. (1982)
- 1982-1987 Lokomotiva Košice, 5 sezón: 4. místo (1983), 6. místo (1984), 2x 7. místo (1985, 1986), 8. (1987)
- 6. místo v tabulce střelkyň československé ligy žen - 4520 bodů

### Evropské poháry
- Ronchetti Cup - Lokomotiva Košice, účast ve čtvrtfinálové skupině: 1982 (6 4-2) a 1983 (6 4-2)

### Československo
- Mistrovství Evropy: 1978 Poznaň, Polsko (6 /4) 3. místo
- 1977-1976 celkem 29 mezistátních zápasů,
- Mistrovství Evropy juniorek: 1971 Subotica, Jugoslávie, (49 /7) titul vicemistryně Evropy za 2. místo